# Onobrychis kemulariae
Onobrychis kemulariae är en ärtväxtart som beskrevs av Leonida S. Chinthibidze. Onobrychis kemulariae ingår i släktet esparsetter, och familjen ärtväxter. Inga underarter finns listade i Catalogue of Life.